# Adamków
Adamków (błr. Адамкова, Adamkova; ros. Адамково, hist. również Adamkowo) – nieistniejący obecnie folwark i majątek na Białorusi, w rejonie prużańskim obwodu brzeskiego, około 35 km na północ od Prużany.

## Historia
Właścicielami Adamkowa (i m.in. sąsiednich Mogilowców (obecnie Mohylowce, biał. Магілёўцы; ros. Могилевцы)) od co najmniej 1751 roku do 1939 roku była rodzina Bychowców herbu własnego (odmiana Mogiły). W II połowie XIX wieku, dobra te, wraz z folwarkami Czarnolas, Żeremiany i Grodzisk, liczyły 1497 dziesięcin, była tu też wtedy gorzelnia. Ostatnimi właścicielami, do września 1939 roku byli Leon i Anna Bychowcowie.
Przed rozbiorami Adamków wchodził w skład województwa nowogródzkiego Rzeczypospolitej. Po III rozbiorze Polski w 1795 roku znalazł się na terenie powiatu prużańskiego, należącego do guberni słonimskiej (1796), litewskiej (1797–1801), a później grodzieńskiej (1801–1915) Imperium Rosyjskiego. Po ustabilizowaniu się granicy polsko-radzieckiej w 1921 roku Adamków wrócił do Polski, należał do gminy Różana.
powiatu kosowskiego województwa poleskiego, a po zniesieniu w 1935 roku powiatu kosowskiego – razem z gminą Różana – powiatu iwacewickiego tego województwa. Od 1945 roku – w ZSRR, od 1991 roku – na terenie Republiki Białorusi.
Miejscowość istniała jeszcze na polskiej mapie taktycznej z 1926 roku. Obecnie (na mapach radzieckich, na mapach współczesnych i zdjęciach lotniczych) w miejscu folwarku nie ma żadnych zabudowań – rośnie tam las.

## Dawny dwór
Około 1840 roku Bychowcowie zbudowali tu parterowy, dziewięcioosiowy dwór na planie prostokąta, na podmurówce. Od strony podjazdu w środkowej części budynku znajdował się płytki portyk, którego trójkątny szczyt podtrzymywały cztery kolumny. Dom był przykryty wysokim dachem naczółkowym.
Park wokół domu miał około 5 ha, resztki starych drzew pozostały w obecnym lesie.
W okresie I wojny światowej kwaterowały we dworze wojska niemieckie, które splądrowały całe jego wyposażenie. Sam dwór spłonął w czasie II wojny światowej.
Majątek w Adamkowie jest opisany w 2. tomie Dziejów rezydencji na dawnych kresach Rzeczypospolitej Romana Aftanazego.